# Heliswiss Ibérica
Heliswiss Ibérica ist ein spanisches Luftfahrtunternehmen mit Sitz in Sabadell 20 km nordwestlich von Barcelona. 
Die Heliswiss Ibérica S.A wurde 1981 gegründet und betreibt ausschließlich Hubschrauber. Drehkreuz ist der Flughafen Sabadell. Das Unternehmen wurde von der spanischen Luftfahrtbehörde  mit dem Air Operator Certificate (E.AOC.H012 Transporte Público de Pasajeros) nach den ICAO-Richtlinien für die Personenbeförderung zugelassen.
Die Flotte der Heliswiss Ibérica besteht Stand Oktober 2013 aus zwei Hubschraubern:
- 1 Bell 206
- 1 Eurocopter AS 350 B3